# St. Michael (Stepperg)

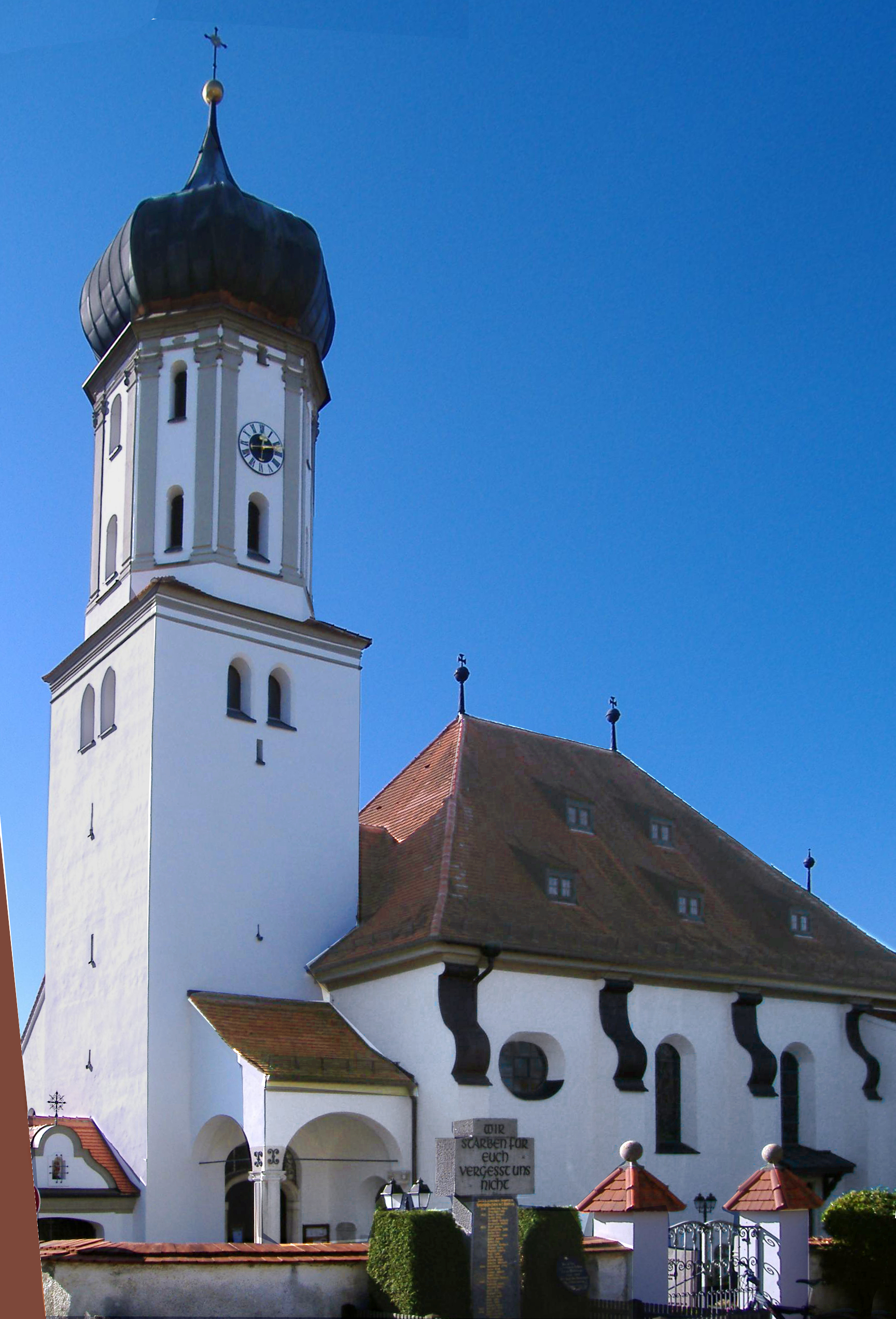
St. Michael in Stepperg

Die römisch-katholische Pfarrkirche St. Michael steht in Stepperg, einem Gemeindeteil des Marktes Rennertshofen im oberbayerischen Landkreis Neuburg-Schrobenhausen. Sie ist in der Liste der Baudenkmäler in Rennertshofen als Baudenkmal unter der Nr. D-1-85-153-85 eingetragen. Die Kirche gehört zum Dekanat Neuburg-Schrobenhausen des Bistums Augsburg.

## Geschichte
Ursprünglich war die Pfarrkirche in Stepperg eine dem Amt Neuburg an der Donau gehörende königliche Eigenkirche, die von den Reichsmarschällen geleitet wurde. 1323 übergab Kaiser Ludwig der Bayer seine Kirchen zu Stettberg und Rüdensheim dem Kloster Niederschönenfeld zur Deckung der Ausgaben. 1542 bis 1616 war Stepperg als Teil des Herzogtums Pfalz-Neuburg evangelisch. Nach der katholischen Restitution 1616 „vergaß“ das Kloster Niederschönenfeld für längere Zeit sein Präsentationsrecht auf Stepperg bis 1700, als die Pfarrei erledigt wurde und die Freiherrn von Servi auf ihr „ausgeübtes“ Recht beharrten. Der Bischof gab dem Schlossherren tatsächlich Recht, was sich durch einen Gerichtsprozess nicht mehr änderte.

## Beschreibung
Die Saalkirche wurde 1907 nach einem Entwurf von Gabriel von Seidl anstelle des Vorgängerbaues von 1732 errichtet. Sie besteht aus dem Langhaus, dem eingezogenen, halbrund geschlossenen Chor im Westen und dem Kirchturm auf quadratischem Grundriss im Osten, dessen untere Geschosse vom mittelalterlichen Chorturm des Vorgängerbaus beibehalten wurden. Er wurde 1732 um den achteckigen Aufsatz mit der Turmuhr und dem Glockenstuhl erhöht und mit einer Zwiebelhaube bedeckt.
Der Innenraum des Langhauses ist mit einem Stichkappengewölbe überspannt. Die um 1803 gebauten Altäre sind mit Gemälden von Johann Nepomuk della Croce ausgestattet. Auf dem Altarretabel des Hochaltars ist der Höllensturz dargestellt. Aus der ersten Hälfte des 17. Jahrhunderts stammt eine Mondsichelmadonna.